# Ringo: Glória e Morte
Ringo, el campeón del pueblo (bra: Ringo, O Campeão do Povo) é uma série biográfica argentina de televisão via internet original do Star+. A trama segue os primórdios, glória, fama e morte prematura do boxeador argentino Ringo Bonavena. É estrelada por Jerónimo Bosia, Delfina Chaves, Lucila Gandolfo, Thomas Grube, Connie Isla, María Onetto, Martín Slipak, Renato Quattordio, Germán De Silva, Pablo Rago, Lautaro Bettoni, Javier Drolas e Agustín Corsi. A série tem estreia prevista para 2022.

## Sinopse
A série é dividida em dois momentos na vida de Ringo Bonavena. Por um lado, a história se concentra nos últimos três meses de vida do boxeador, onde ele buscou se reinventar como celebridade internacional e acabou sendo assassinado em Nevada, nos Estados Unidos. Por outro lado, a trama percorre, cronologicamente, os momentos mais relevantes de sua vida, começando por suas origens humildes, onde se revela o carinhoso relacionamento com seus pais e irmãos, seguido de sua chegada ao boxe amador e sua ascensão meteórica as ligas profissionais, sua estreia no Madison Square Garden em Nova York e sua consagração como campeão argentino.

## Elenco

### Principal
- Jerónimo Bosia como Ringo Bonavena
- Delfina Chaves como Dora Raffa
- Lucila Gandolfo como Sally Conforte
- Thomas Grube como Joe Conforte
- Connie Isla como Tracy
- Pablo Rago como Bautista Rago
- María Onetto como Dominga Grillo
- Ariel Nuñez como Ross Brymer
- Martín Slipak como Vicente Bonavena
- Renato Quattordio como Pedro
- Andrés Ciavaglia como Enrique Suárez
- Javier Drolas como Tito Lectoure

### Coadjuvante
- Agustín Corsi como Rolo Vergara
- Lautaro Bettoni como Juan Rago
- Germán De Silva como Don Vicente Bonavena

### Participações
- Denise Anzarut como la Pocha Bonavena
- Sofía Kali como Ángela Bonavena
- Juan Pablo Burgos como Carlos Bonavena
- Bianca Oliveti como Rosa Bonavena
- Martín Tecchi como José Cabrera
- Ramiro Martínez como Luis Benetti
- Brad Krupsaw como Vinnie Lorenzo

## Episódios
| N.º | Título                                                           | Dirigido por        | Escrito por                                                                            | Lançamento          |
| --- | ---------------------------------------------------------------- | ------------------- | -------------------------------------------------------------------------------------- | ------------------- |
| 1 | "Quien nada sabe, de nada duda" "Quem Nada Sabe, Nada Questiona" | Nicolás Pérez Veiga | Alejandro Ocón, Gabriela Larralde, Nicolás Pérez Veiga, Diego Palacio e Santiago Dulce | 24 de março de 2023 |
| 1976. Com sua carreira esportiva em declínio, Ringo Bonavena chega a Reno, Nevada, em busca de vingança contra Muhammad Ali. Lá, ele recebe Joe Conforte, que comprou seu contrato, junto com sua esposa Sally e seu tutor, Willard Ross Brymer. Em 1963, o jovem argentino peso-pesado Oscar Bonavena é suspenso após uma briga escandalosa nos Jogos Pan-Americanos de São Paulo. |                                                                  |                     |                                                                                        |                     |
| 2 | "Campeón de pies planos" "Campeão com os Pés Planos"             | Nicolás Pérez Veiga | Alejandro Ocón, Gabriela Larralde, Nicolás Pérez Veiga, Diego Palacio e Santiago Dulce | 24 de março de 2023 |
| 1965. Após a morte do pai, Ringo volta à Argentina com um plano ambicioso: ser o campeão argentino dos pesos-pesados. Depois de uma grande estreia na volta a Buenos Aires, ele conhece Tito Lectoure. Em Reno, Vinnie Lorenzo, chefe de segurança do prostíbulo Mustang, tem más notícias.                                                                                         |                                                                  |                     |                                                                                        |                     |
| 3 | "La cacería" "É Dia de Caça"                                     | Nicolás Pérez Veiga | Alejandro Ocón, Gabriela Larralde, Nicolás Pérez Veiga, Diego Palacio e Santiago Dulce | 24 de março de 2023 |
| Depois de se tornar campeão argentino dos pesos-pesados, Ringo se distancia de Dora e de seu círculo próximo, afastando-se do ringue e tornando-se uma estrela da mídia. Além disso, Ringo, Brymer e Vinnie decidem ir caçar nas montanhas. |                                                                  |                     |                                                                                        |                     |
| 4 | "100 dólares la media hora" "100 Dólares por Meia Hora"          | Nicolás Pérez Veiga | Alejandro Ocón, Gabriela Larralde, Nicolás Pérez Veiga, Diego Palacio e Santiago Dulce | 24 de março de 2023 |
| 1967. Ringo viaja à Alemanha para uma luta preliminar pelo título mundial que Muhammad Ali deixou vago por se recusar a ir ao Vietnã. Em Reno, depois de uma noite descontraída nas montanhas, a relação entre Ringo, Tracy e Suarez se fortalece. |                                                                  |                     |                                                                                        |                     |
| 5 | "Guita, guita, guita" "Grana, Grana, Grana"                      | Nicolás Pérez Veiga | Alejandro Ocón, Gabriela Larralde, Nicolás Pérez Veiga, Diego Palacio e Santiago Dulce | 24 de março de 2023 |
| 1968. Apesar de ter sido derrotado por Jimmy Ellis nas semifinais mundiais, Ringo tem a chance de enfrentar Joe Frazier. Demitindo Tito Lectoure, Ringo embarca em uma luta perigosa na Filadélfia. |                                                                  |                     |                                                                                        |                     |
| 6 | "El amigo caribeño" "O Amigo Caribenho"                          | Nicolás Pérez Veiga | Alejandro Ocón, Gabriela Larralde, Nicolás Pérez Veiga, Diego Palacio e Santiago Dulce | 24 de março de 2023 |
| Ao voltar de Lake Tahoe, e depois de assumir uma festa no Mustang Ranch, Ringo e Suarez recebem uma forte ameaça de Joe Conforte. |                                                                  |                     |                                                                                        |                     |
| 7 | "Chicken, Chicken" "Covarde"                                     | Nicolás Pérez Veiga | Alejandro Ocón, Gabriela Larralde, Nicolás Pérez Veiga, Diego Palacio e Santiago Dulce | 24 de março de 2023 |
| Nova York 1970. A luta do século é iminente. Ringo e Muhammad Ali, cara a cara. Em Reno, Ringo recebe uma ligação inesperada e foge para o Mustang Ranch, onde encontra seu trágico destino. |                                                                  |                     |                                                                                        |                     |

## Produção

### Desenvolvimento
Em maio de 2021, a Star Original Productions confirmou a produção da série Ringo, baseada na vida do lendário boxeador argentino Ringo Bonavena, para a plataforma de streaming Star+ e que teria 8 episódios. Da mesma forma, foi anunciado que a série seria dirigida e roteirizada por Nicolás Pérez Veiga, e que também seria produzida por Pampa Films, Gloriamundi Producciones, Primo Contents, EO Media e Story Lab.

### Seleção de elenco
No início de maio de 2021, foi anunciado que Jerónimo Bosia havia sido escolhido para interpretar Bonavena, assim como Delfina Chaves para interpretar a namorada do boxeador e Pablo Rago como treinador. Em julho daquele ano, foi relatado que María Onetto havia se juntado ao elenco para interpretar a mãe do personagem de Bosia e a adição de Renato Quattordio ao elenco principal foi confirmada logo depois. Em agosto do mesmo ano, Martín Slipak foi contratado para fazer parte do elenco. Em outubro daquele ano, foi relatado que Thomas Grube, Lucila Gandolfo, Andrés Ciavaglia, Connie Isla e Ariel Núñez também faziam parte do elenco.

### Filmagens
A fotografia principal da série começou no final de julho de 2021 em Buenos Aires. Em novembro do mesmo ano, terminaram as gravações, que também ocorreram em Mendoza.

## Recepção
Emanuel Respighi, do Página/12, escreveu que a série "se destaca pela impecável recriação de época, o que confere à trama um realismo que facilita o envolvimento emocional do público com uma história carregada de drama, que não foge do humor e da ironia do personagem que descreve". Marcelo Stiletano do La Nación concedeu à série 3 de 5 estrelas, dizendo que "Jerónimo Bosia incorpora o protagonista com facilidade" e que consegue um personagem que exige várias nuances. Por sua vez, Diego Batlle, do Otros cines, destacou que a produção da série "parece impecável na maioria de suas áreas", mas que repete vários esquemas já vistos em outras cinebiografias, embora "tenha alguns argumentos para cativar o público".